# Nemo (rapper)
Nemo Mettler (Bienna, Suíça; 3 de agosto de 1999), ou simplesmente Nemo, é uma personalidade da música pop suíça. Representou a Suíça no Festival Eurovisão da Canção de 2024 com a canção «The Code», tendo sido esta a canção vencedora.

## Carreira musical
O EP Clownfisch de 2015 de Nemo alcançou o número 95 nas paradas suíças. O seu single de 2017, «Du», alcançou o número 4 na Suíça. 
Em 2017, Nemo estudou canto solo nas especialidades de jazz e pop durante um ano na Universidade de Artes de Zurique (ZHdK).
Na segunda temporada de The Masked Singer Switzerland em 2021 e 2022, desmascararam Nemo como um panda e terminou em quinto lugar.
A 29 de Fevereiro de 2024, Sociedade Suíça de Radiodifusão e Televisão anunciou que Nemo iria representar a Suíça na Eurovisão de 2024 com a canção "The Code". A canção acabaria por se sagrar como vencedora, com 591 pontos, a 12 de maio de 2024. e foi nomeado para os Swiss music Awards 2025 tendo ganhado o prémio de best solo act.

## Vida pessoal
Nemo Mettler nasceu em Bienna, Suíça. O pai de Nemo, Markus Mettler, é empresário rico e inventor, e a mãe, Nadja Schnetzler, jornalista. A irmã de Nemo, Ella Mettler, é fotógrafa e colabora com Nemo na direção artística de seus projetos. O nome de Nemo significa 'ninguém' em latim. Durante uma missão da Cruz Vermelha Suíça em El Salvador em 2018, Nemo havia dito que “meus pais pensavam que se eu não fosse ninguém, poderia me tornar qualquer pessoa”.
Em 2022, Nemo revelou à sua namorada que é pansexual, com quem tem um relacionamento há cinco anos, e que também foi a primeira pessoa a saber da sua não binariedade. Atualmente reside em Berlim.
Em novembro de 2023, num artigo publicado no SonntagsZeitung, Nemo assumiu-se como pessoa não-binária. Afirmou também que, para se referirem à sua pessoa, preferia que usassem o seu nome próprio, omitindo os pronomes em alemão, embora também utilizasse o género neutro «they/them» em inglês.

## Discografia

### Álbuns
- 2015 – Clownfisch
- 2017 – Momänt-Kids
- 2017 – Fundbüro
- 2022 – Whatever feels right

### Músicas
- 2016 - Himalaya
- 2016 - Ke Bock
- 2017 - Du
- 2017 - Usserirdisch
- 2017 - Kunstwärch
- 2018 - Crush uf di
- 2019 - 5i uf de Uhr
- 2019 - Girl us mire City
- 2019 - 365
- 2020 - Dance with me
- 2022 - Own Sh¡t
- 2022 - Messing with my Mind
- 2022 - F*ck Love
- 2023 - This Body
- 2024 - The Code
- 2024 - Eurostar
- 2025 - Casanova
- 2025 - Unexplainable